# مطار باريس شارل دو غول
مطار باريس شارل دو غول (بالفرنسية: Aéroport Paris-Charles-de-Gaulle) (إياتا: CDG، إيكاو: LFPG) هو مطار دولي يقع بالقرب من باريس عاصمة فرنسا، وثاني أكبر مطار في أوروبا بعد مطار لندن هيثرو.
وسمي المطار باسم شارل دو غول نسبة إلى القائد شارل دو غول مؤسس الجمهورية الخامسة الفرنسية ويقع في الشمال الشرقي لمدينة باريس.
في عام 2010م استطاع ان يستوعب 58,164,612 مسافر و 525,314 طائرة مغادرة.وبذلك يعتبر سادس أكبر مطار بالعالم وثاني أكبر مطار بأوروبا.
التنقلات الأرضية بالمطار :*
مطار شارل دو غول متصل بباريس بواسطة قطارات ال RER Bالذي ينقل المسافر من المطار إلى باريس والT.G.V المتواجد بالصالة رقم 2 والذي ينقل المسافر من المطار إلى المدن الفرنسية : لوهافر، ليل ,ستراسبورغ، ديجون، ليون، مرسيليا ,مونبيليية، تولوز، بوردو، نانت، رين، بواتييه، أو إلى العواصم الأوروبية : بروكسل ببلجيكا.
ويتصل أيضا مطار شارل دو غول بشبكة RTAP وهي شبكة الحافلات الفرنسية والذي ينقل المسافر إلى باريس وهو متواجد بالصالة 1 و2

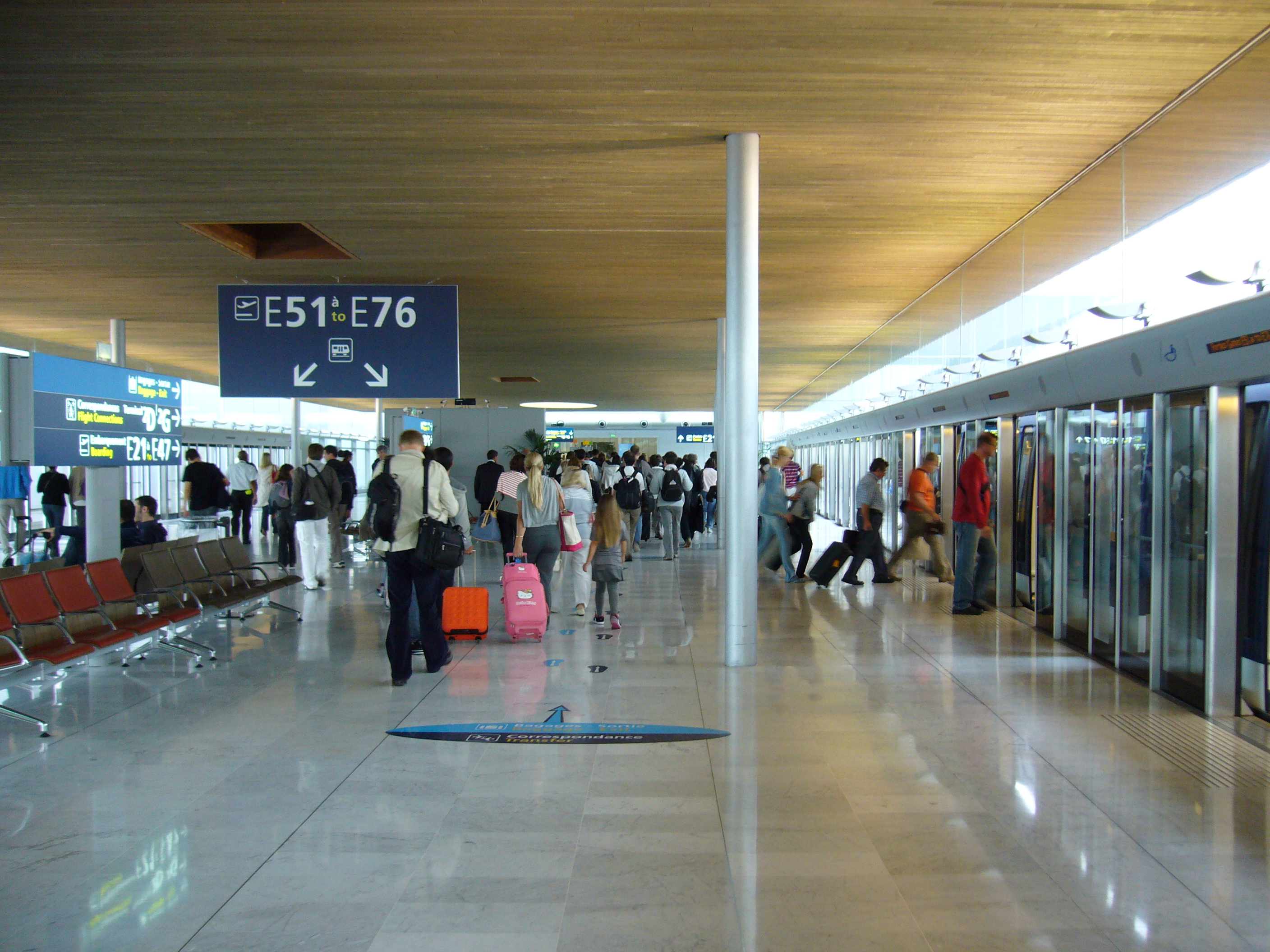
محطة القطار و المترو بالمطار.
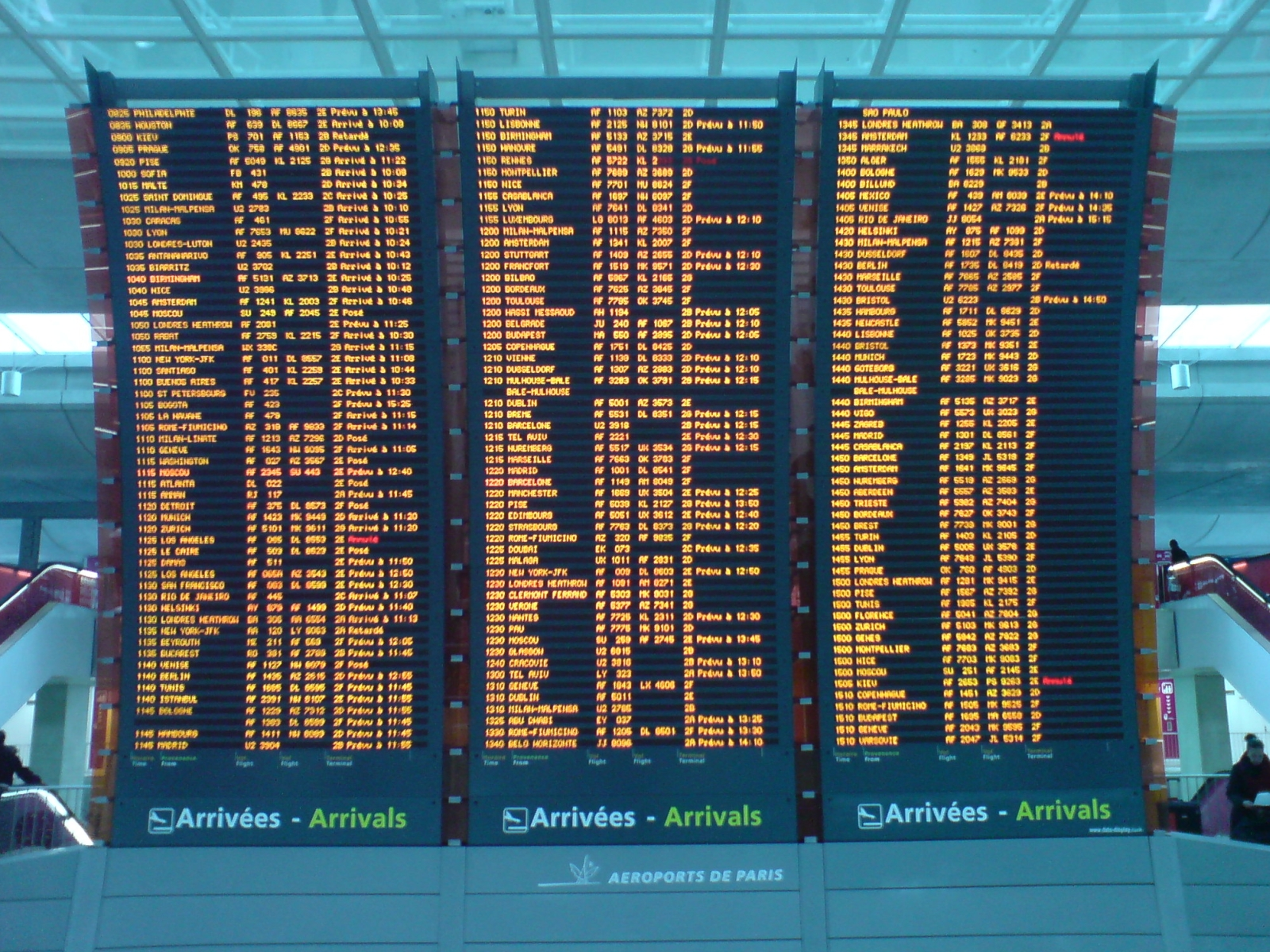
لوحة معلومات المحطة 2.
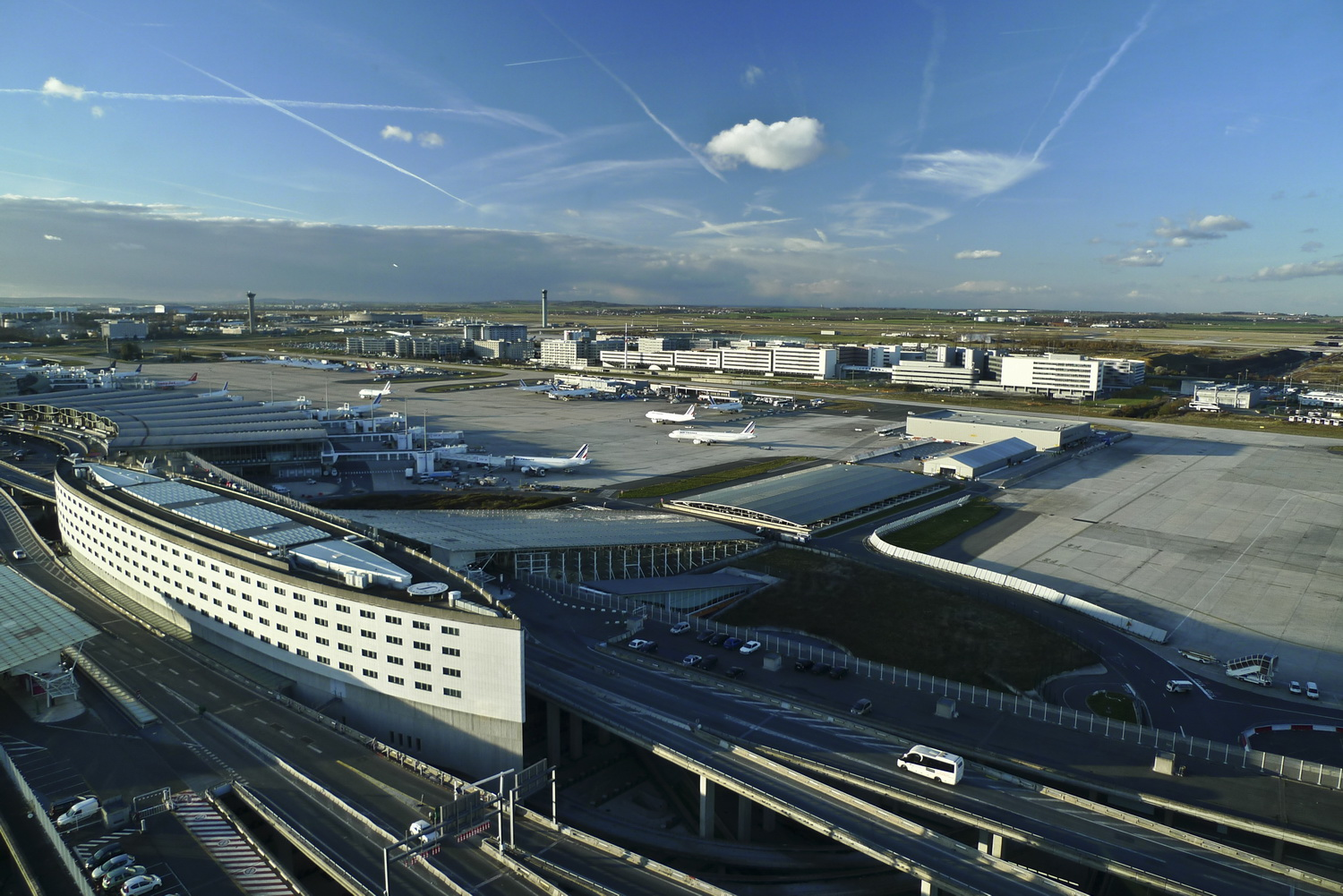
نزل شيراتون في أسفل يسار الصورة و في أعلى الصورة مقر الخطوط الجوية الفرنسية.
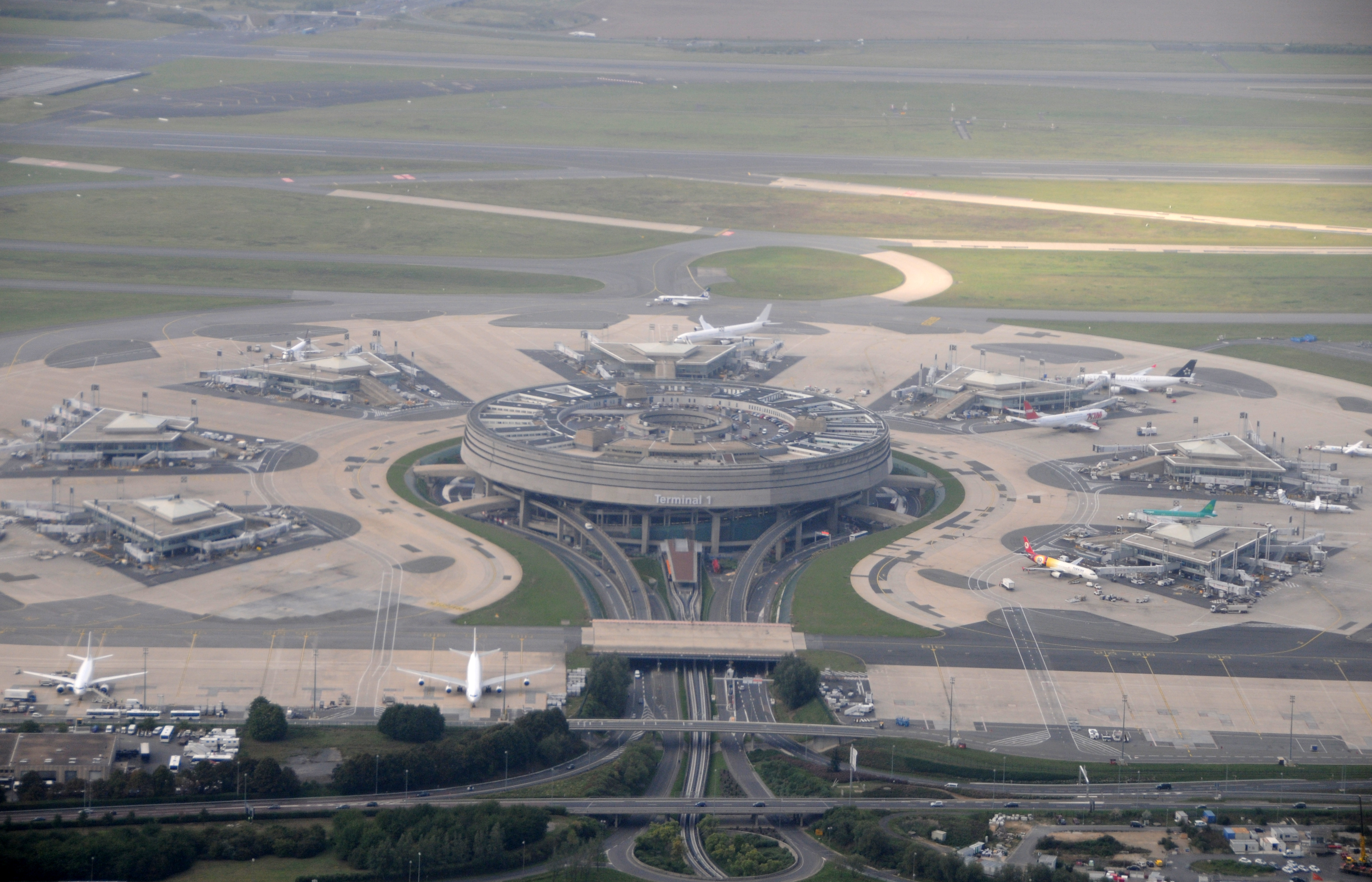
منظر جوي لمبنى الركاب و المحطة عدد 1.
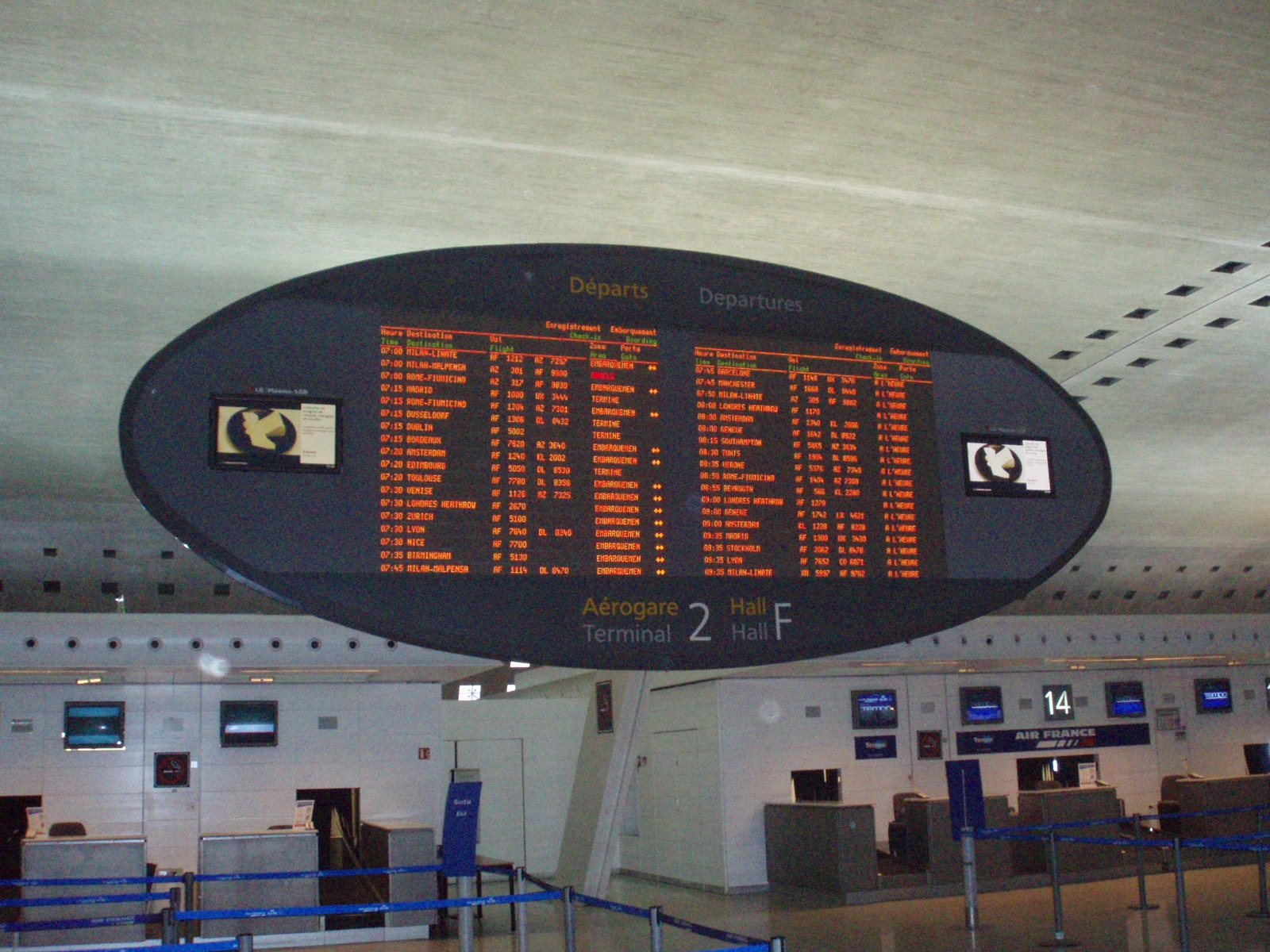
لوحة المعلومات العملاقة في المحطة 2F.
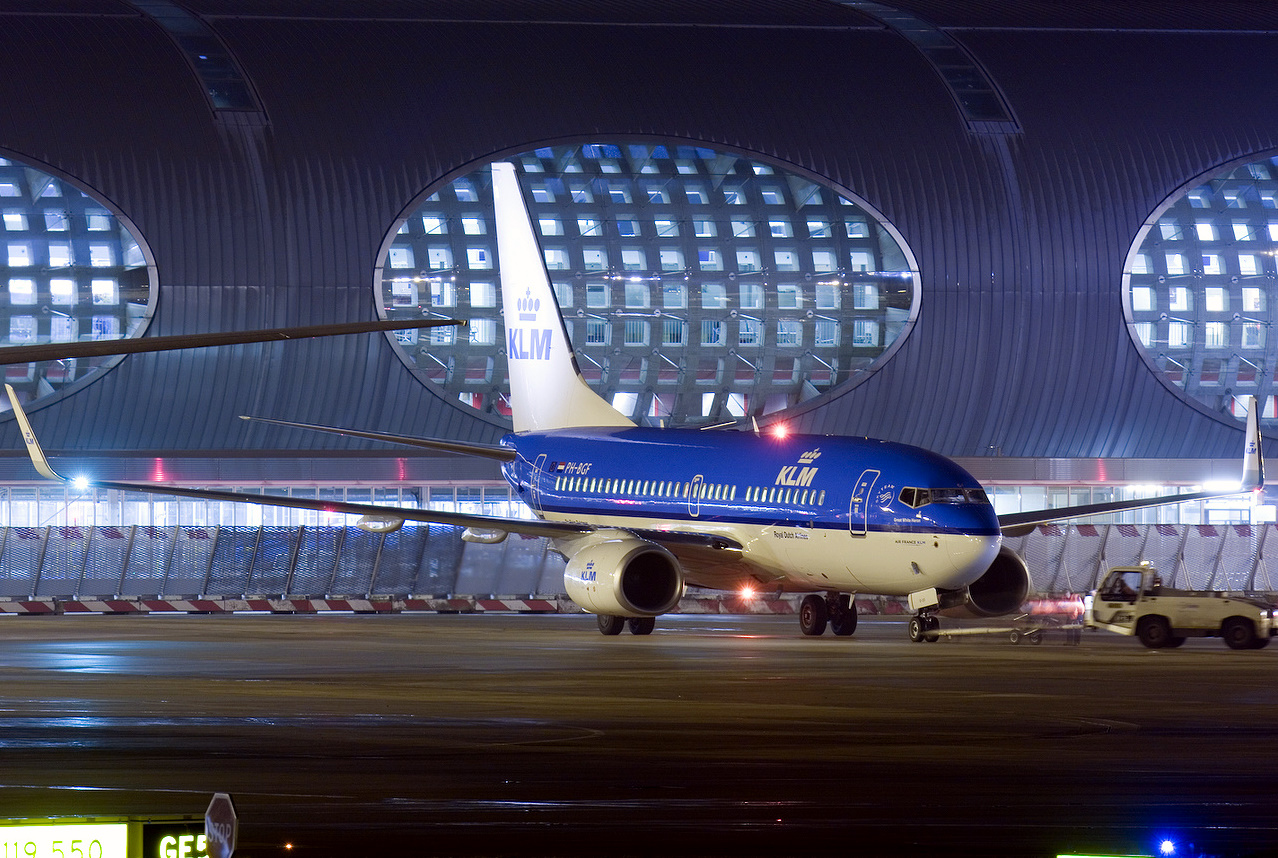
الواجهة الخارجية للمحطة 2F.
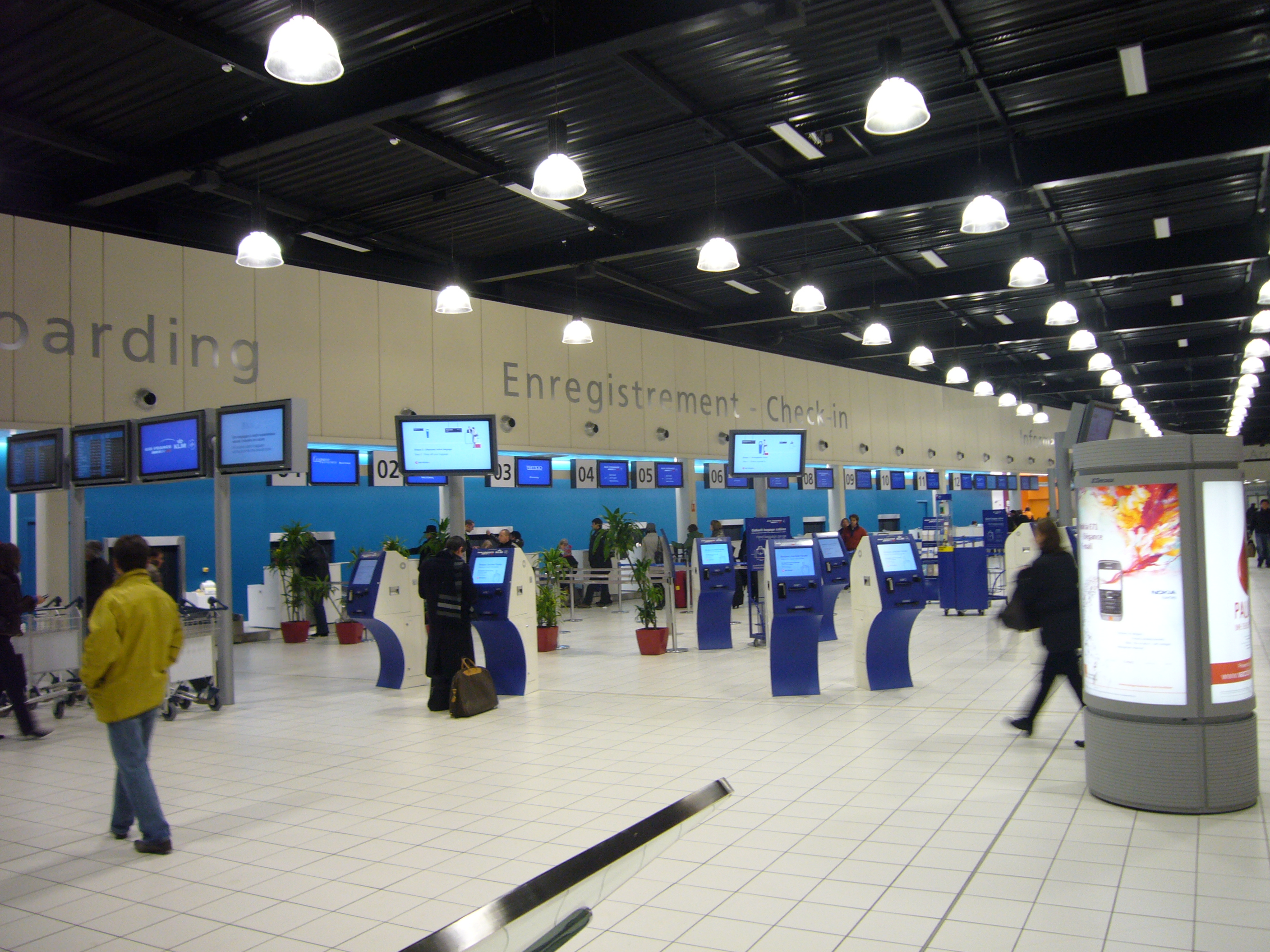
صالة التسجيل في المحطة 2G.